# Le Nouveau Locataire
Le Nouveau Locataire est une pièce de théâtre en un acte d'Eugène Ionesco parue en 1954.

## Présentation
Le Nouveau Locataire est écrit en septembre 1953.
La pièce, véritable « « microcosme » de l’œuvre de Ionesco » selon les critiques Jacques Lemarchand et Claude Olivier, est créée le 15 juin 1955 à Helsinki (Lilla Teatern) dans une mise en scène de Vivica Bandler, puis jouée à Londres, à l'Arts Theater, le 6 novembre 1956, dans une mise en scène de Peter Wood.
La première représentation française est donnée le 10 septembre 1957 au théâtre d'Aujourd'hui, dans une mise en scène de Robert Postec et un décor de Siné. Les quatre rôles de la pièce étaient tenus par Paul Chevallier, Maryse Paillet, Graeme Allwright et Claude Mansard.
En France, l'œuvre est notamment reprise en 1970 au Théâtre de la Gaîté-Montparnasse, mise en scène par Pierre Peyrou, avec, côté distribution, Henri Labussière, Philippe Laudenbach et Arlette Thomas.
Le Nouveau Locataire est publié dans Théâtre populaire (no 8, juillet-août 1954, p. 57-80), puis dans Théâtre II (Gallimard, 1958) et Théâtre complet (Gallimard, coll. « Bibliothèque de la Pléiade », 1990).
La pièce a été traduite en allemand, anglais, arabe, espagnol, finnois, gallois, hongrois, italien, japonais, néerlandais, polonais, portugais, roumain, russe, serbe, slovène, suédois, tchèque et turc.